# КК Младост Земун
Кошаркашки клуб Младост Земун је српски кошаркашки клуб из Земуна, Град Београд. Младост је основана 1954. године и један је од најстаријих кошаркашких клубова у Београду. Тренутно се такмичи у Кошаркашкој лиги Србије.

## Историја клуба
КК Младост није први основани кошаркашки клуб у Земуну. Међу старијим земунским клубовима најпознатије је било Јединство. Ипак, клубови из земунске општине много су заостајали за клубовима са друге стране Дунава. Јединство је играло нижеразредна, регионална и градска такмичења. Неочекивано, јуниори КК Јединство из Земуна били су трећи у првенству Југославије 1953, након чега је уследио захтев управи клуба да целокупна јуниорска екипа пређе у сениоре. Пошто је неразумна управа то одбила, већина јуниора је напустила клуб.
У јануару 1954. бивши јуниори Јединства основали су КК Младост, нови клуб у Земуну. Без довољно новца, Младост се ослањала искључиво на таленат њених младих првотимаца. Након мањих консолидација, нови земунски клуб је отпочео такмичење у лиги Београда. Пре тога, Земунци су се опробали у великом броју пријатељских утакмица и турнира, против клубова много вишег ранга, али су резултати били максимални. У првенству Београда 1956. Младост је постала првак Београда и кроз квалификациони турнир се пласирала у Српску лигу. Међутим, златна генерација сениора Младости веома брзо се растурила по другим и јачим клубовима, али су се крајем педесетих поново окупили са циљем да свој стари клуб уведу у Другу лигу Југославије. У томе су и успели 1962. године.
Ни ту се амбиције Земунаца нису зауставиле. Током целих шездесетих Младост се борила да као нови и млади тим избори пласман у Прву лигу Југославије, али у томе није успела. Главну реч у Другој лиги водили су тада БКК Раднички и Комбинат из Зрењанина. Иако су често умели да победе ове клубове, играчи Младости би сезону завршавали на месту које није било довољно за виши ранг. Ових година златна генерација се расула и стваран је нови тим, нова генерација. Нови златни тим током целе прве половине седамдесетих се борио за Прву лигу. Скоро сваке године игран је завршни турнир или квалификације за виши ранг. Нажалост Земунци нису успели у свом дуговечном циљу. И овај тим се 1976. и 1977. дефинитивно распао. Уследила је огромна криза, да би након две сезоне борбе за опстанак клуб из Земуна крајем седамдесетих испао из Друге лиге.
Током осамдесетих, КК Младост Земун није имао запажене резултате. Сениори су играли републичка такмичења, да би у једном тренутку чак наступали и у најнижој лиги. Радило се доста на напредовању млађих категорија. Управо у овом периоду Младост је створила низ кошаркашких асова, од којих ће неки постати познати играчи, тренери, судије, спортски новинари... Почетком деведесетих сениорски тим преузео је Јовица Антонић. За неколико година, Антонић је клуб вратио на ниво златних генерација. Тада је направљен и највећи клупски успех. У сезони 1995/96. Младост је наступала у Првој лиги СР Југославије. Чак је и успела да се одржи у тој лиги још једну сезону, након што је испала. Битно је напоменути да је тада Прва лига била највећи ранг такмичења у земљи и да је учествовало тридесетак клубова, а такође је битно да је то време када је земља изашла из санкција, ратова и када се налазила у огромној економској кризи и дуговима. Баш у том тешком времену, Земунци су постигли историјску успех.
Након испадања из највишег ранга, Младост се више година такмичила у Дугој лиги, да би затим испала чак до Друге српске лиге. Након реорганизације у периоду 2004-2005. све генерације клуба кренуле су узлазном путањом. Најпре је освојена Друга српска лига, док су кадети били прваци Београда. Упркос огромним залагањима, Младост дуго није успевала да се пласира у Прву Б лигу Србије. Покушавало се са различитим тренерима, играчима, разним иновацијама али ништа није дало резултат.
Играч који су оставили неизбрисив траг су Бруно Павелић, Иван Матковић, Станислав и Ренато Бизјак, Јован Ивић, Томислав Виларет, Зоран Хинић, Драгомир Буквић, Небојша Тоза Зоркић, Бранко Мрђен, Бранко Синђелић, Јовица Антонић, Александар Вучић и Владан Тегелтија.

### Младост данас
У сезони 2010/11. сениорску екипу КК Младост Земун преузео је Слободан Срезоски, дугогодишњи играч и тренер млађих категорија клуба из Земуна. Направљен је потпуно нови тим, зато што је велик број играча из КК Земун прешао у Младост. Квалитет тих играча показао се током сезоне, када су плаво-бели освојили Прву српску лигу и пласирали се у Прву Б лигу Србије. Циљ екипе пре почетка сезоне је био опстанак у лиги, то довољно говори колико је нова титула била неочекивана. Још веће изненађење представљала је феноменална прва полусезона у Првој Б лиги Србије, у којој су плаво-бели држали прво место са свим победама на домаћем терену. Међутим, због доста изгубљених утакмица и превише опуштања, Младост није сачувала позицију и лигу је завршила на трећем месту које није водило у највиши ранг. Младост се данас такмичи у 
Кошаркашкој Лиги Србије. Млађе категорије Младости су редовни учесници лиге Београда, купа Београда и Земунске лиге. Такође често учествују на међународним турнирима организованим у сарадњи са пријатељским клубовима из Словеније, Македоније, Бугарске, Чешке...

## Учинак у претходним сезонама
| Сез.     | Првенство Србије — КЛС | Првенство Србије — Суперлига | Куп Србије   | Регионално такмичење                   | Европско такмичење |
| -------- | ---------------------- | ---------------------------- | ------------ | -------------------------------------- | ------------------ |
| 2015/16. | 5. место               | —                            | —            | —                                      | —                  |
| 2016/17. | 8. место               | —                            | —            | —                                      | —                  |
| 2017/18. | 8. место               | 6. место групе А             | —            | —                                      | —                  |
| 2018/19. | 11. место              | —                            | —            | —                                      | —                  |
| 2019/20. | 6. место               | —                            | —            | —                                      | —                  |
| 2020/21. | 1. место               | Четвртфинале ПО              | Четвртфинале | Друга Јадранска лига — Полуфинале ПО   | —                  |
| 2021/22. | 4. место               | —                            | —            | Друга Јадранска лига — Четвртфинале ПО | —                  |

## Познатији играчи
- Борис Бакић
- Стефан Балмазовић
- Андрија Бојић
- Слободан Дунђерски
- Огњен Кужета
- Стефан Пот